# Guindo
Guindo, zimozielony las magellański – najdalej na południe wysunięte zbiorowisko leśne Ameryki Południowej, sięgające Ziemi Ognistej. 
Powstaje w warunkach klimatu umiarkowanie chłodnego o znacznym stopniu oceanizmu (duża wilgotność, temperatury niskie, ale wyrównane w ciągu roku). Głównym składnikiem drzewostanu jest bukan Nothofagus betuloides. Wysokość drzew dochodzi do 12 m. Nazwa lasu pochodzi od Cieśniny Magellana.